# Aotr - Artists on the road
Aotr - Artists on the road er en dokumentarfilm fra 2003 instrueret af Tine Louise Kortermand Hansen efter eget manuskript.

## Handling
I 2002 tog seks unge danske og udenlandske performancekunstnere på en busturné igennem Europa. Turnéen startede i Danmark og fortsatte derefter til Sverige, Finland, Tyskland og Schweiz. Kunstnerne udviklede hver deres projekter under indflydelse af de mennesker de mødte på rejsen. Filmen giver et kort indblik i performanceturnéen og kunstnernes arbejdsproces og de tanker de gør sig undervejs.